# Hardy fish

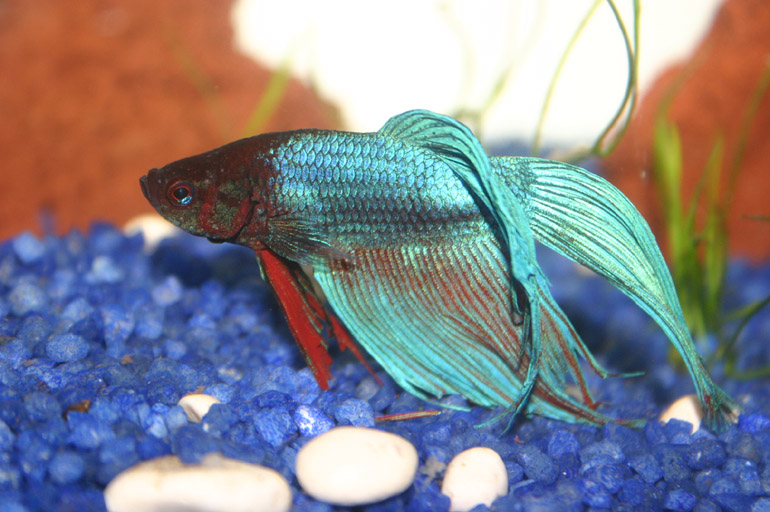
Betta splendens

Col termine inglese di hardy fish si indicano quelle specie di pesci di facile allevamento negli acquari domestici per la loro abilità ad adattarsi ad vasta gamma di parametri fisico-chimici dell'acqua dell'acquario in cui sono inseriti a vivere .
Si tratta di pesci indicati ai principianti per iniziare questo hobby e ideali per condizionare un acquario appena avviato. Hanno la caratteristica di avere maggiore resistenza alle malattie e di tollerare le variazioni di temperatura dell'acqua in cui vivono .

## Specie
Tra le specie di hardy fish di acqua dolce ve ne sono molte che naturalmente hanno sviluppato queste capacità di resistenza a causa della carattere dell'ecosistema in cui vivono, tra queste vi sono molti Poecilidi come i guppy, i molly, i platy e i portaspada, gli Anabantoidei come i Betta, molte specie di Corydoras, Danio rerio e il Gyrinocheilus aymonieri.
Per altre specie come Pelvicachromis pulcher e Paracheirodon innesi sono considerabili hardy fish quegli individui che si sono "addomesticati" acquisendo le caratteristiche di hardy fish dopo che per alcune generazioni sono stati allevati artificialmente e per selezione naturale la discendenza degli esemplari catturati nel loro ambiente naturale hanno maturato e acquistato di generazione in generazione la capacità di adattarsi alle condizioni di vita d'acquario che possono discostarsi da quelle del loro ambiente naturale d'origine, mentre non lo sono gli esemplari di diretta provenienza da cattura allo stato selvatico.
Altre specie sono considerate hardy, e quindi di facile allevamento in acquario, semplicemente perché sopravvivono in condizioni non ottimali, come Paracheirodon axelrodi e altri "tetra", in questi casi gli esemplari non crescono al meglio della loro colorazione e forma fisica, ed infine vengono talvolta erroneamente giudicati hardy fish quei pesci prevenienti da allevamenti e venduti nei negozi come nel caso di alcuni ciclidi quali Mikrogeophagus ramirezi.